# トラベラー (軍馬)

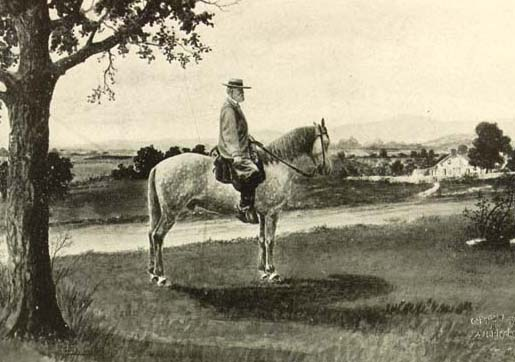
トラベラーとリー

トラベラー（Traveller、1857年 - 1871年）は、アメリカ南北戦争で活躍した有名な軍馬で、アメリカ連合国軍事指揮官ロバート・E・リーの愛馬。

## 概要
1857年、南ヴァージニア生まれ。1861年にリーに購入された。体高（キ甲＝首と背の境から足元まで）16ハンド（約163センチメートル）、体重1100ポンド（約500キログラム）の芦毛の大きなサドルブレッド種で、賢さと体力を併せ持ち軍馬としてひとつの理想像だったという。退役後1870年にリーの葬式に参加、翌年破傷風にて死亡した。現在ワシントン・アンド・リー大学に埋葬されている。
なお血統は分かっており、母がフローラ、父がサラブレッド・グレイイーグルで、父方を5代遡るとエプソムダービー馬ダイオメドへとたどることができる。